# Дель Васто (династия)

Маркграфство Салуццо на карте Прованса и Савойи

Дель Васто (итал. Del Carretto) — итальянский аристократический род, ветвь феодального дома Алерама, гибеллины. Владельцы многочисленных селений в приморской части Лигурии и Нижнем Пьемонте.

## Происхождение
Династия Дель Васто происходит из рода Алерамичи. Первый представитель династии Бонифаций I дель Васто был четвёртым сыном маркграфа Савоны Теуто (или Оттоне) Алерамичи и Берты, дочери Ульрика Манфреда II, маркграфа Турина и Берты д’Эсте. Теуто Алерамичи был сыном Ансельмо, основателя Савонской ветви дома Алерамичи и внуком основателя рода Алерамо.

## История
Бонифаций I дель Васто был маркграфом Савоны и Западной Лигурии. Бонифаций значительно расширил свои владения. После смерти Аделаиды Сузской в 1091 году присоединил южную часть Туринского маркграфства — сеньории Альбенга, Альба, Асти, Ауриате, Бредуло в Лигурии и Среднем Пьемонте. Его преемник Манфред I стал в 1148 году маркграфом Салуццо где Дель Васто правили до 1548 года.
Великий граф Сицилии Рожер I женился на Аделаиде Савонской дочери Манфредо дель Васто, что привело к сближению родов и ряду династических браков между ними и появлению сицилийской ветви дель Васто. В наше время дель Васто представлены сицилийским аристократическим родом Ланца (Lancia), к которому принадлежал известный писатель Ланца дель Васто (1901—1981)..

## Список маркграфов Салуццо из династии Дель Васто
- 1125—1175 Манфредо I
- 1175—1215 Манфредо II
- 1215—1244 Манфредо III
- 1244—1296 Томазо I
- 1296—1330 Манфредо IV[1]
- 1330—1332 Манфредо V
- 1330—1336 Фредерико I
- 1336—1357 Томмазо II
- 1357—1396 Фредерико II
- 1396—1416 Томмазо III
- 1416—1475 Людовико I
- 1475—1504 Людовико II
- 1504—1528 Микеле Антонио
- 1528—1529 Джованни Людовико
- 1529—1537 Франческо Людовико
- 1537—1548 Джованни Габриеле